# Ludwik de Nevers
Ludwik I (ur. 1272, zm. 24 lipca 1322 w Paryżu) – hrabia Nevers i Rethel z dynastii Dampierre. Najstarszy syn hrabiego Flandrii i Nevers Roberta III Flandryjskiego oraz jego drugiej żony Jolanty II de Nevers, dziedziczki hrabstwa Nevers. Miał starszego przyrodniego brata Karola, który zmarł w 1277. W 1280 roku ojciec nadał mu formalnie władzę nad Nevers po śmierci matki, jednak Ludwik miał wówczas dopiero 8 lat. W grudniu 1280 roku poślubił Joannę z Rethel, dziedziczkę hrabstwa Rethel, córkę Hugona IV, hrabiego Rethel i wdowę po Janie Tristanie, synu króla Francji Ludwika IX Świętego. Był przeciwnikiem króla Francji Filipa IV Pięknego, który odebrał mu rzeczywistą władzę nad Nevers i Rethel i w 1311 roku uwięził. Ludwik wydostał się z niewoli po czterech latach i stworzył koalicję z władcą Hainaut, jednak przed wyprawą na Filipa IV powstrzymała ich ulewne deszcze. Ludwik zmarł 24 lipca 1322 roku, zaledwie dwa miesiące przed swoim ojcem. Nevers i Rethel odziedziczył jego syn Ludwik jako Ludwik II, a władcą Flandrii stał się jako Ludwik I.
Z małżeństwa z Joanną z Rethel (przed 1265, zm. 1328) doczekał się dwójki dzieci:
- Joanny Flandryjskiej (1295–1374), żona księcia Bretanii Jana IV,
- Ludwika (1304–1346), dziedzica Nevers, Rethel i (po dziadku) Flandrii.